# Fred Vaassen
Ferdinand Petrus Maria (Fred) Vaassen ('s-Gravenhage, 22 maart 1942 – Krimpen aan den IJssel, 13 april 2018) was een Nederlands acteur en regisseur. Hij is onder andere bekend geworden met de komedieserie Oppassen!!! waarin hij de rol van Harry Stevens speelde. Ook had hij diverse gastrollen, waaronder in Baantjer en Vrienden voor het leven. Op 13 april 2018 overleed hij aan de gevolgen van kanker.

## Filmografie
Televisie
- Bergen Binnen (2003-2004) - Harry Stevens (2003)
- Bruin Goud (1994) Veenbaas Vledder
- Oppassen!!! (1991-2003) - Marktkoopman (1991) / Harry Stevens (1991-2003)
- Goede tijden, slechte tijden - Jos (1990) - Wim Mansfeld (1991)

Gastrollen
- Toen was geluk heel gewoon: Tillie van Til (2007) - Ambtenaar van de burgerlijke stand
- Costa! (2004) - Oude heer
- Baantjer: De Cock en de moord in stijl (2001) - Fred Molenkamp
- Baantjer: De Cock en de moord op de bruid (1999) - Evert Dobbe
- Flodder: Vormfouten (1998) - Grote man die door Kareltje werd gestuurd
- Vrienden voor het leven: In de boot (1992) - Neef Arnold
- Bureau Kruislaan: seizoen 2 aflevering 3 (1995) - Meneer Polwijk

Films
- Dokter Vlimmen (1977) - Hannes
- Op hoop van zegen (1986) - Bootwerker
- Blonde Dolly (1987) - Vaclav
- Wilde Harten (1989) - Eigenaar strandtent
- Ellis in Glamourland (2004) - Baas Lunchroom

Toneel
- Schreeuwen aan het graf (2009)

Regie
- Van de brug af gezien (1999)